# Милица Хребелянович
Принцеса Милица Хребелянович, родена под името Неманич (на сръбски: Милица Немањић Хребељановић · 1335 – 11 ноември 1405), известна също като княгиня (Царица) Милица, е съпруга на сръбския княз Лазар. Майка е на деспот Стефан Лазаревич и Елена Лазаревич Балшич Хранич, чийто първи съпруг е Георги II Страцимирович Балшич. Милица Хребелянович е автор на книгата „Молитвата на майката“ (на сръбски: Молитва матере) и на известната поема за скръбта по своя съпруг Вдовство на моя жених (на сръбски: Удовству мојему женик).

## Биография
Милица Хребелянович е дъщеря на принц Вратко Неманич (познат в сръбския средновековен епос като Юг Богдан), който като правнук на Вукан Неманич, е част от династията на Неманичите. Съпругът ѝ е принц Лазар Хребелянович.
След смъртта на съпруга ѝ в Косовската битка през 1389, Милица управлява Сърбия до 1393, когато синът ѝ Стефан Лазаревич Хребелянович достига възраст за вземане на трона. По това време е нужен много кураж и мъдрост за управлението на страна, която е под постоянния натиск на окупатори от изток и запад. Трудно е било да се поддържа националния дух без да се провокират съседните царства или пашлъци към атаки и безчинства. Милица се доказва като способен владетел на страната в много тежко време. Личната ѝ трагедия (загубата на съпруга ѝ и изпращането на дъщеря ѝ Оливера Деспина за съпруга на Баязид I, който нарежда екзекуцията на мъжа ѝ, принц Лазар, през 1393) не пречи на мъдрото ѝ управление. Тя основава манастира Любостиня през 1390 и по-късно се замонашва там под името сестра Евгения (по-късно игуменка Ефросина) през 1393.
През 1397 тя написва книгата „Молитвата на Майката“ заедно със синовете си в Дечанския манастир. Милица Хребелянович поръчва възстановяването на бронзовия хорос на църквата в Дечанския манастир.
В дипломатическите преговори със султан Баязид, Евгения и Ефросина пътуват до султанския двор през 1398/99. През 1403, Евгения посещава султана в Сяр, застъпвайки се за сина си Стефан Лазаревич в сложен спор възникнал между двамата ѝ синове и Бранкович.
Милица Хребелянович е погребана в Любостиня. Тя е канонизирана от Сръбската православна църква. Милица Хребелянович написва редица молитви и религиозни поеми. Самотата и скръбта ѝ са отразени в лирическото обръщение до принц Лазар във „Вдовство на моя жених“. Макар и написана като църковен химн, поемата съдържа лично обръщение и необичайни за църковната музика лирически тонове.

## Любопитно
- В сръбското народно предание княз Лазар често се назовава цар, защото е бил най-големия областен управител и наследник на цар Урош. Ето защо и Милица често е наричана „царица“.